# Suring
Suring é uma vila localizada no estado norte-americano de Wisconsin, no Condado de Oconto.

## Demografia
Segundo o censo norte-americano de 2000, a sua população era de 605 habitantes.
Em 2006, foi estimada uma população de 567, um decréscimo de 38 (-6.3%).

## Geografia
De acordo com o United States Census Bureau tem uma área de
2,6 km², dos quais 2,6 km² cobertos por terra e 0,0 km² cobertos por água.

## Localidades na vizinhança
O diagrama seguinte representa as localidades num raio de 24 km ao redor de Suring.